# Sabulodes muscistrigata
Sabulodes muscistrigata är en fjärilsart som beskrevs av Achille Guenée 1858. Sabulodes muscistrigata ingår i släktet Sabulodes och familjen mätare. Inga underarter finns listade.